# Yvonne Schoper
Yvonne Schoper (* 9. September 1965 in Hamburg; † 22. April 2023 in Nanjing) war eine deutsche Wirtschaftsingenieurin, Projektmanagerin und Hochschullehrerin für internationales Management und Projektmanagement.

## Biografie
Nach dem Abschluss als Diplom-Wirtschaftsingenieurin und einem Studium zum M.A. in International Business in Frankreich und Großbritannien promovierte Schoper an der Cranfield University in Industrial Engineering. Von 1993 bis 2004 arbeitete sie als Qualitätsmanagerin Produktentwicklung und als Projektmanagerin in internationalen Fahrzeugentwicklungsprojekten bei der BMW AG, in Deutschland, Großbritannien und den USA.
An der Hochschule Mannheim war sie von 2004 bis 2014 Professorin für Internationales Management am Fachbereich Wirtschaftsingenieurwesen. Sie vertrat dort die Themengebiete Allgemeine Betriebswirtschaftslehre, Internationales Management sowie Innovations- und Technologiemanagement. Sie war Gründungsmitglied und Co-Leiterin des Instituts für Produktionssysteme und Organisation an der Hochschule Mannheim, einer 2005 gegründeten Industrie-Kooperation. Außerdem wurde sie 2006 Auslandsbeauftragte der Fakultät und stellvertretende Gleichstellungsbeauftragte der Hochschule.
2014 wurde sie als Professorin für Internationales Management im Fachbereich Wirtschafts- und Rechtswissenschaften an die Hochschule für Technik und Wirtschaft Berlin (HTW Berlin) berufen. Sie lehrte insbesondere zu den Themengebieten internationales Projektmanagement und interkulturelles Management. Zugleich war sie als Gastprofessorin an der Tongji-Universität in Shanghai, der Universität Reykjavík in Island und der Monterrey TEC in Mexiko tätig.
Sie leitete mehrere internationale Projektmanagement-Studien und richtete eine Reihe von internationalen Forschungskonferenzen aus. Von ihr initiiert und mitorganisiert wurde auch die Konferenz „IPMA Conference on Diversity in Project Management“, die im Jahr 2017 in den Niederlanden und 2018 in Kroatien stattfand. Daneben war sie regelmäßig Vortragende und Keynote-Speakerin zu Themen im Projektmanagement. Sie war seit 2021 Mitglied des Aufsichtsrats der Zukunft-Umwelt-Gesellschaft gGmbH und war Aufsichtsrätin in der Team Connex AG.
Schoper verstarb während der IPMA Research Conference 2023 in Nanjing, die sie in ihrer Rolle als Vizepräsidentin der International Project Management Association (IPMA) besuchte. Ihr überraschender Tod löste zahlreiche Nachrufe aus aller Welt aus.

## Ehrenamt
Durch ihre Mitwirkung am Buch Internationales Projektmanagement – Interkulturelle Zusammenarbeit in der Praxis, das zu einem Standardwerk wurde, kam Schoper in Kontakt mit der der  Deutschen Gesellschaft für Projektmanagement (GPM), wo sie 2004 persönliches Mitglied wurde. 2012 wurde sie in den Vorstand gewählt, wo sie für Forschung zuständig war. 2015 übernahm sie kurzzeitig die Rolle der Stellvertretenden Vorsitzenden und ab September war sie Vorstandsvorsitzende der GPM, bis die GPM sich Anfang 2016 eine neue Organisationsstruktur gab. In dieser neuen Struktur war sie 2015 für den Präsidialrat gewählt worden, der den Präsidenten der GPM berät, und war dort bis zu ihrem Tod aktiv. Sie betreute als Autorin, wissenschaftliche Begleitung und Vorständin mehrere Ausgaben der GPM Studienreihe Gehalt und Karriere im Projektmanagement, wo sie insbesondere auch einen Gender Pay Gap für Projektmanagement ermittelte. Langjährig war sie an der Special Interest Group PM-Expertinnen und an der Juryleitung des Deutschen Studienpreises für Projektmanagement beteiligt. Sie war Koordinatorin der seit 2014 regelmäßig stattfindenden DACH-Forschungswerkstatt von GPM, Projekt Management Austria (pma) und Schweizerische Gesellschaft für Projektmanagement (spm). Posthum wurde sie zum Ehrenmitglied der GPM ernannt.
Auch im internationalen Dachverband International Project Management Association (IPMA) war sie engagiert. 2021 wurde sie als Vizepräsidentin ins Executive Board  gewählt und war dort für Young Crew and Talent Management zuständig.

## Forschungsschwerpunkte
Lehr- und Forschungsschwerpunkte von Schoper waren Internationales Management, Internationales Projektmanagement und Interkulturelles Management. Dabei beschäftigte sie sich besonders mit der volkswirtschaftlichen Vermessung der Projektwirtschaft, dem Einfluss von Kultur auf das Projektmanagement – aber auch dem Einfluss der Projektifizierung auf die Gesellschaft, sowie mit Frauen im Management und Projektmanagement.
Einen internationalen Benchmark setzte sie mit ihren Studien zur volkswirtschaftlichen Vermessung der Projektwirtschaft und den Auswirkungen der Projektifizierung, 2015 zunächst als „Makroökonomische Vermessung der Projekttätigkeit in Deutschland“ veröffentlicht. Projektifizierung, so definiert sie selbst, „ist ein Amalgam aus 'Projekt' und 'Organisationale Transformation' und beschreibt die Diffusion von Projekten als zunehmend normale Form der Unternehmensorganisation.“ Das Thema der 2014 zunächst auf Deutschland begrenzten Studie dehnte sich bis 2018 aus und umfasste schließlich mehrere Länder und Kooperationen mit GPM, IPMA Italy, IPMA Croatia, IPMA Brasil, IPMA China, IPMA South Africa. Dabei setzt sie sich explizit auch mit den Wirkungen der Projektifizierung in die Gesellschaft hinein auseinander.
Im Bereich internationales Projektmanagement und interkulturelles Management setzte sie sich immer wieder mit kulturell unterschiedlichen Auffassungen auseinander, aber auch mit der Rolle von Empathie für das gegenseitige Verständnis und dem Einfluss von Diversity auf den Projekterfolg. Daneben interessierte sie sich für Trends und die Zukunft des Projektmanagement sowie für den Umgang mit Ungewissheit im Projektumfeld.

## Publikationen (Auswahl)

### Buchbeiträge
- mit Hans-Erland Hoffmann, Conor John Fitzsimons: Internationales Projektmanagement: interkulturelle Zusammenarbeit in der Praxis. C. H. Beck-Verlag im dtv, München 2004, ISBN 3-406-52318-8.
- Autorin der Kapitel Governance, Strukturen und Prozesse (3.2), S. 350–395; Vielseitigkeit – Resourcefulness (4.8), S. 848–911; Project Design (5.1), S. 1004–1037 in: GPM Deutsche Gesellschaft für Projektmanagement e. V. (Hrsg.): Kompetenzbasiertes Projektmanagement (PM4): Handbuch für Praxis und Weiterbildung im Projektmanagement. GPM Deutsche Gesellschaft für Projektmanagement e. V., Nürnberg 2019, ISBN 978-3-924841-77-5.
- mit Fritz Böhle, Eckhard Heidling: Coping Better with the Project´s Unknown Unknowns: New Competences for Overcoming Uncertainty in Projects. In: Start-Ups and SMEs: Concepts, Methodologies, Tools, and Applications. IGI Global, 2020, ISBN 978-1-79981-760-4, S. 1419–1440, doi:10.4018/978-1-7998-1760-4.ch073 (igi-global.com [abgerufen am 28. Mai 2023]).

### Artikel
- mit Andreas Wald, Christoph Schneider, Thomas Spanuth: Die Projektifizierung der deutschen Wirtschaft: Ergebnisse einer Studie zur Messung der Projekttätigkeit. In: GPM (Hrsg.): Projektmanagement aktuell. Band 26, Nr. 5, Dezember 2015, ISSN 0942-1017, S. 60–65 (projektmanagement.digital [abgerufen am 28. Mai 2023]).
- mit Fritz Böhle, Eckhard Heidling: A new orientation to deal with uncertainty in projects. In: International Journal of Project Management. Band 34, Nr. 7, Oktober 2016, S. 1384–1392, doi:10.1016/j.ijproman.2015.11.002 (elsevier.com [abgerufen am 27. Mai 2023]).
- mit Andreas Wald, Helgi Thor Ingason, Thordur Vikingur Fridgeirsson: Projectification in Western economies: A comparative study of Germany, Norway and Iceland. In: International Journal of Project Management. Band 36, Nr. 1, Januar 2018, S. 71–82, doi:10.1016/j.ijproman.2017.07.008 (sciencedirect.com [abgerufen am 27. Mai 2023]).